# Rosso d'autunno
Rosso d'autunno (Silent Fall) è un film del 1994 diretto da Bruce Beresford. In concorso alla Berlinale del 1995.

## Trama
Il dottor Jake Reiner è un noto psichiatra, specializzato nella cura dell'autismo. Dopo il suicidio di un suo piccolo paziente ha però abbandonato tale campo di lavoro per fare lo psicologo di base. Un clamoroso duplice omicidio lo costringe a ritornare sulla propria scelta e ad affrontare il suo passato.
Il testimone dell'omicidio è, infatti, un bambino autistico, Tim.